# 제주민요
제주민요(濟州民謠)는 대한민국 제주특별자치도 지역에 전해지고 있는 민요이다. 1989년 12월 1일 대한민국의 국가무형문화재 제95호로 지정되었다.

## 보유 단체

### 인정내용
| 지정번호 및 명칭 | 단체명 (설립연월일)       | 인정일   | 소재지                                | 대표자명 (성별, 생년월일) | 주소                                  |
| ---------------- | ------------------------- | -------- | ------------------------------------- | ------------------------- | ------------------------------------- |
| 제95호 제주민요  | 제주민요보존회 (2000.9.1) | 2017.4.3 | 제주 서귀포시 표선면 성읍 정의현로 ** | 강문회 (여, 1974.5.29)    | 제주 서귀포시 표선면 성읍 정의현로 ** |

### 인정사유
- 제주민요보존회는 국가무형문화재 제95호로 지정된 ‘제주민요’의 전승능력과 전승환경, 해당 종목에 대한 전반적인 이해가 뛰어나 전승의 명맥을 이어가는데 적합하다.
- 제주민요는 종목 전승 활성화를 위해 보유자를 인정하지 않는 단체종목으로 관리하지 않는다.[1]

## 같이 보기
- 민요

## 참고 자료
- 제주민요 - 국가유산청 국가유산포털